# Monnina
Monnina es un género de planta de flores perteneciente a la familia Polygalaceae. 

## Especies seleccionadas
- Monnina chimborazeana Chodat
- Monnina equatoriensis Chodat
- Monnina haughtii Ferreyra
- Monnina linearifolia Ruiz & Pav., denominada en Chile aguarica[1] o quelenquelén .[1]
- Monnina loxensis Benth.
- Monnina obovata Chodat & Sodiro
- Monnina polystachya Ruiz & Pav., denominada en Perú hibila, yalhoy y masca.[2]
- Monnina pseudoaestuans Ferreyra & Wurdack
- Monnina salicifolia Ruiz & Pav., denominada en Perú chissiphuinac y hacchiquis.[2]
- Monnina sodiroana Chodat